# الشرنبلالي
الشرنبلالي فقيه حنفي مصري، له تصانيف كثيرة في الفقه. وكان من كبار فقهاء عصره وأحسن المتأخرين ملكة في الفقه وأعرفهم بنصوصه وقواعده.

## نسبه
هو الشيخ حسن بن عمار بن علي أبو الإخلاص الوفائي المصري الشرنبلالي.

## مولده ونشأته
الشُّرُنْبُلالي نسبة لشبرا بلولة وهذه النسبة على غير قياس، والأصل شبرا بلولي، وهي بلده من المنوفية بمصر، جاء به والده منها إلى القاهرة وعمره يقرب من ست سنوات، فنشأ بها ودرس في الأزهر، وحفظ القرآن، وأصبح المعول عليه في الفتوى في عصره.

## شيوخه
قرأ في صباه على الشيخ محمد الحموي، والشيخ عبد الرحمن المسيري، وتفقه على الإمام عبد الله النحريري، والعلامة محمد المحبي المصري الملقب شمس الدين الحنفي، والشيخ علي بن غانم المقدسي الحنفي.

## تلاميذه
اشتغل عليه خلق كثير وانتفعوا به، منهم: 
- العلامة أحمد العجمي.
- والسيد السند أحمد الحموي.
- والشيخ شاهين الأرمناوي.
- والعلامة إسماعيل النابلسي.
- وعالم القدس الشيخ عبد الرحيم بن أبي اللطف الحسيني.
- والشيخ حسن بن علي بن محمد بن عبد الرحمن الجبرتي الحنفي، جد والد الجبرتي المؤرخ صاحب عجائب الآثار.
- والشيخ عبد الحي الشرنبلالي.
- والشيخ إبراهيم الشرنبلالي، وولده الشيخ حسن الشرنبلالي.
- والشيخ أحمد السعودي الشهير بالشلبي المصري الحنفي.
- والشيخ صالح بن علي الصفدي الحنفي.
- والشيخ عبد الباقي بن عبد الرحمن ابن عبادة.
- والشيخ فخر الدين بن زكريا بن إبراهيم المعروف بالمعري الحنفي.
- والشيخ محمد بن تاج الدين بن محمد المقدسي الرملي الحنفى.
- والشيخ محمد بن حافظ الدين بن محمد المعروف بالسروري المقدسي الحنفي.
- والشيخ محمد بن حسين الملا بن ناصر بن حسن بن محمد بن ناصر بن الشيخ القطب الرباني شهاب الدين الأشقر العقيلي الحنفي.
- والشيخ يونس المصري ابن أحمد المحلي الأزهري الكفراوي الشافعي.

## مؤلفاته
صنف الشرنبلالي كتبًا كثيرة، منها:
- حاشيته على الدرر والغرر لمنلا خسرو.
- شرح منظومة ابن وهبان.
- نور الإيضاح ونجاة الأرواح في الفقه الحنفي، وشَرَحَه في (مراقي الفلاح شرح متن نور الإيضاح).
- مراقي السعادات في علمي التوحيد والعبادات.
- غنية ذوي الأحكام.
- فتح الألطاف بجدول طبقات مستحقي الأوقاف.
- إتحاف ذوي الإتقان بحكم الرهان.
- الاستفادة من كتاب الشهادة.
- تحفة الأكمل.
- التحقيقات القدسية، وتعرف برسائل الشرنبلالي وعددها 48 رسالة.
- العقد الفريد في التقليد.

## قالوا عنه
- قال عنه الحموي: «واجتمع به والدي في منصرفه إلى مصر وذكره في رحلته فقال في حقه والشيخ العمدة الحسن الشرنبلالي مصباح الأزهر وكوكبه المنير المتلألي لو رآه صاحب السراج الوهاج لاقتبس من نوره أو صاحب الظهيرة لاختفى عند ظهوره أو ابن الحسن لأحسن الثناء عليه أو أبو يوسف لأجله ولم يأسف على غيره ولم يلتفت إليه عمدة أرباب الخلاف وعدة أصحاب الاختلاف صاحب التحريرات والرسائل التي فاقت أنفع الوسائل، نقال المسائل الدينية وموضح المعضلات اليقينية صاحب خلق حسن وفصاحة ولسن وكان أحسن فقهاء زمانه.»[3]

## وفاته
توفي يوم الجمعة بعد صلاة العصر في شهر رمضان سنة 1069 هـ، عن نحو 75 سنة ودفن بتربة المجاورين.